# I Am Your Father
I Am Your Father (englisch für „Ich bin dein Vater“) ist der Titel einer Filmbiografie aus dem Jahr 2015 über den britischen Schauspieler David Prowse und seine Rolle als Darth Vader.

## Handlung
Die Biografie behandelt den Bodybuilder und Schauspieler David Prowse. Sie erzählt über sein Leben als Schauspieler und als Darth-Vader-Darsteller im Speziellen. Beleuchtet wird insbesondere, dass Prowse dem bekannten Charakter nicht die Stimme leihen durfte (im Original von James Earl Jones gesprochen) und in der Schlüsselszene in Die Rückkehr der Jedi-Ritter beim Abnehmen der Maske durch einen anderen Schauspieler (Sebastian Shaw) ersetzt wurde. Außerdem wird behandelt, dass Prowse nach den Dreharbeiten der Original-Trilogie von Lucasfilm „geächtet“ und nie zu offiziellen Conventions oder anderen Veranstaltungen eingeladen wurde und dass dies vermutlich auf einem Missverständnis beruht. Erklärtes Ziel der Dokumentation ist es, Prowse „seine Anerkennung zu geben, die er nie bekam“.
Es kommen mehrere Beteiligte an den Star-Wars-Filmen der Original-Trilogie sowie Freunde, Verwandte und David Prowse selbst zu Wort.
Der Titel I Am Your Father (Ich bin dein Vater) bezieht sich auf die berühmte Szene in Das Imperium schlägt zurück, in der Darth Vader Luke Skywalker eröffnet, dass Skywalker Vaders Sohn ist. Diese Szene wurde mit anderem Text gedreht und nur wenige (zum Beispiel Luke-Skywalker-Darsteller Mark Hamill) wussten zu diesem Zeitpunkt von diesem Plot Point. David Prowse hat erst, als er die finale Fassung im Kino sah, davon erfahren.
Die Biografie ist unter anderem auf Netflix zu sehen.